# 황철쭉
황철쭉은 진달래과의 낙엽관목이다. 원산지는 일본이며 중국에도 분포한다.

## 이름
한 봉우리에 9개 정도 피기 때문에 구봉화라고도 불린다. 길 잃은 어린 양이 황철쭉 꽃봉오리를 어미젖인 줄 알고 먹은 후 죽어서 양철쭉이라고도 한다.. 황철쭉의 꽃말은 '정열'이다.

## 형태
구성요소로 수술은 5개, 암술은 1개, 씨방이 있으며 씨방에는 털이 있다. 나무껍질은 황갈색이다. 줄기의 높이는 1~2m 정도 자란다. 꽃줄기에 선모가 있고 화관 은 퍼진 종처럼 생겼으며 지름은 5~7cm이다. 포기로 곧게자라지만 줄기가 총생하여 수형을 유지하며 가지는 굵은 편이다. 잎은 연록색으로 피었다가 짙은 녹색이 되며 크고 엷으며 파상을 이루고 센털이 있는데 가을에는 노랗게 단풍이 든다. 잎은 어긋나고 거꾸로 선 바소 모양이며 양 끝이 둔하고 가장자리가 밋밋하며 털이 있다. 잎 길이는 5~10 cm, 너비는 1.5~3 cm 이다. 꽃잎은 보통 주황색 바탕에 반점이 있다.

## 재배
4~5월에 피고 묵은가지 끝에 4~5개씩 옆을 향하여 개화한다. 고랭지 식물로서 내한성은 강하나 여름에 고온으로 서향 볕이 강한 곳을 싫어한다. 빈그늘이나 광선 아래에서 잘 자라며 16~30도에서 잘 생육한다. 토질은 배수가 잘 되면서도 보수력이 있는 부식질이 많은 흙이 좋다. 생장이 느린 편이며 높이 1~3m로 자란다. 전정은 하지 않으며 이식은 된다. 이식은 봄이 싹트기 전인 3~4월이 좋으며 가을의 낙엽 진 후에도 이식할 수 있으나 중부지방에서는 봄에 하는 것이 안전하다. 심는 요령은 다른 철쭉류에 준한다. 여름에 가뭄이 계속되면 지표에 짚을 덮어 주며 지온상승을 막아주고 관수를 계속하여 서늘하게 한다. 철쭉의 재배면적은 321.4ha이며, 생산액은 112억원으로(2000년), 매년 증가하는 추세이다.

## 번식
주로 파종에 의하여 번식시킨다. 채종할 때 교잡이 생겨 황색종의 씨에서 주황이나 빨간 꽃이 필 때도 많이 있으므로 채종할 때 주의한다. 파종 적기는 봄 3~4월이 좋으며 온실에서는 가을에 채종하여서 직파하여도 된다. 장소는 얕은 파종분이나 깊이 7cm정도의 상자에 뿌리며 밑에 왕모래를 깔고 물이끼나 피트모스를 사용하여 파종한다. 물이끼는 가급적이면 새 것을 5 cm 폭으로 썰어서 파종상자에 채우고 가볍게 누른 다음 배지 않도록 흩뿌림하여 흙덮기(복토)를 하지 않는다. 파종 후는 파종분을 물에 넣어 하부 관수하여 위에 유리판을 덮어 건조를 방지하여 따뜻한 반그늘에 둔다. 빠르면 2주일, 늦어도 1개월이면 발아하므로 싹트면 유리판을 벗기고 차차 볕에 내어 놓아 도장을 방지하여 본 잎이 2~3장일 때 1회 선묘하여 충실한 것만 남긴다. 모종이 3 cm쯤 자랐을 때 이식한다. 이때 쓰는 흙은 부엽토와 피트모스를 섞은 흙을 사용하며, 다음해 봄에 노지에 내어다 심는다. 파종하여 개화할 때까지 약 4~5년이 걸린다. 육묘 도중에 입고병이 걸리기 쉬우므로 건조하지 않게 관리하며, 산성 토양을 좋아하므로 알칼리성이 되지 않게 하며 우스풀룬을 뿌려 준다.

## 품종
꽃의 색은 여러가지가 있는데 황색인 것은 황철쭉, 흰색인 것은 흰철쭉, 주황색이 도는 것을 일본에서는 가바렌게라고 한다. 붉은 꽃이 피는 것이 있어 흔히 홍철쭉이라고 통용되며 노란 꽃이 피는 것도 있는데 모두 황철쭉의 변종들이다. 황색 꽃이 피는 것이 가장 진귀하다. 노란색 꽃이 매우 화려한 고급수종이다. 진달래과의 영산홍, 황철쭉은 신규로 확인 된 주황긴다리풍뎅이의 기주식물 과이다.

## 쓰임새
식물체에 독성이 있고 살충효과가 있다. 
황철쭉은 5월 중순에 피는 낙엽성 철쭉으로 관상가치가 매우 높아 수요는 증가하고 있다. 고급 정원수로서 정원, 공원, 유원지 등에 군식이나 단식해도 좋으며 낙엽수와 혼식해도 좋다. 꽃 빛깔이 화려하여 양식 정원에 더 잘 조화된다. 다른 화목만큼 널리 보급된 편이 못 되며 근래에 와서 눈에 띄게 수급이 활발해진 철쭉의 하나이다. 아름다우면서도 보급이 활발치 못한 것은 유독성인 점과 꺾꽂이가 불가능하므로 번식이 쉽지 않고 생육이 느린 점 때문이다.

## 참고
1. 1 2 3 4 5 6 7  최영전 (2007년 5월 5일). 《관상수 재배 기술》. 서울: 오성출판사. 446쪽.
2. 1 2 3 4 5  충북농원 http://www.cbfarm.co.kr/Shop/ProductDetail.aspx?ID_PI=111 보관됨 2013-12-04 - 웨이백 머신
3. ↑  대성농원 http://www.daesungs.kr/shop/item.php?it_id=1282812437 보관됨 2013-12-11 - 웨이백 머신
4. ↑  국가생물종지식정보시스템 http://www.nature.go.kr/wkbik1/wkbik1312.leaf?hback=true&plntIlstrNo=37640#.UqCAUcQozD4 보관됨 2013-12-14 - 웨이백 머신
5. 1 2  황철쭉(R. japonicum for. flavum)의삽목묘양성을위한삽수조제방법및발근촉진제처리효과
유봉식1․김원희1․이동우1․오용남1․유은하1․이광식2(1원예연구소, 2농촌진흥청)
1National Horticultural Research institute, R.D.A., Suwon 440-310, Korea,
2Rural Development Administration, Suwon 441-707, Korea
6. ↑  골프장에서주황긴다리풍뎅이(Ectinohopliarufipes)의 신 기주 식물 이상명, 이동운, 정재민, 김영섭 한국잔디학회, Weed&Turfgrass Science 22(2), 2008.12, 179-184 (6 pages)